# Grand Prix Rosji 2018
Grand Prix Rosji 2018, oficjalnie Formula 1 VTB Russian Grand Prix 2018 – szesnasta runda Mistrzostw Świata Formuły 1 w sezonie 2018. Grand Prix odbyło się w dniach 28–30 września 2018 roku na torze Sochi Autodrom w Soczi. Wyścig wygrał Lewis Hamilton (Mercedes), a na podium kolejno stanęli, po starcie z pole position, Valtteri Bottas (Mercedes) oraz Sebastian Vettel (Ferrari).

## Lista startowa
Źródło: Wyprzedź Mnie!
Na niebieskim tle kierowcy uczestniczący tylko w treningach.
| Nr | Kierowca           | Zespół                           | Samochód                      | Silnik            | Opony |
| -- | ------------------ | -------------------------------- | ----------------------------- | ----------------- | ----- |
| 2  | Stoffel Vandoorne  | McLaren F1 Team                  | McLaren MCL33                 | Renault 1.6T V6   | P     |
| 3  | Daniel Ricciardo   | Aston Martin Red Bull Racing     | Red Bull RB14                 | TAG Heuer 1.6T V6 | P     |
| 5  | Sebastian Vettel   | Scuderia Ferrari                 | Ferrari SF71H                 | Ferrari 1.6T V6   | P     |
| 7  | Kimi Räikkönen     | Scuderia Ferrari                 | Ferrari SF71H                 | Ferrari 1.6T V6   | P     |
| 8  | Romain Grosjean    | Haas F1 Team                     | Haas VF-18                    | Ferrari 1.6T V6   | P     |
| 9  | Marcus Ericsson    | Alfa Romeo Sauber F1 Team        | Sauber C37                    | Ferrari 1.6T V6   | P     |
| 10 | Pierre Gasly       | Red Bull Toro Rosso Honda        | Toro Rosso STR13              | Honda 1.6T V6     | P     |
| 11 | Sergio Pérez       | Sahara Force India F1 Team       | Force India VJM11             | Mercedes 1.6T V6  | P     |
| 14 | Fernando Alonso    | McLaren F1 Team                  | McLaren MCL33                 | Renault 1.6T V6   | P     |
| 16 | Charles Leclerc    | Alfa Romeo Sauber F1 Team        | Sauber C37                    | Ferrari 1.6T V6   | P     |
| 18 | Lance Stroll       | Williams Martini Racing          | Williams FW41                 | Mercedes 1.6T V6  | P     |
| 20 | Kevin Magnussen    | Haas F1 Team                     | Haas VF-18                    | Ferrari 1.6T V6   | P     |
| 27 | Nico Hülkenberg    | Renault Sport Formula One Team   | Renault R.S.18                | Renault 1.6T V6   | P     |
| 28 | Brendon Hartley    | Red Bull Toro Rosso Honda        | Toro Rosso STR13              | Honda 1.6T V6     | P     |
| 31 | Esteban Ocon       | Sahara Force India F1 Team       | Force India VJM11             | Mercedes 1.6T V6  | P     |
| 33 | Max Verstappen     | Aston Martin Red Bull Racing     | Red Bull RB14                 | TAG Heuer 1.6T V6 | P     |
| 34 | Nicholas Latifi    | Sahara Force India F1 Team       | Force India VJM11             | Mercedes 1.6T V6  | P     |
| 35 | Siergiej Sirotkin  | Williams Martini Racing          | Williams FW41                 | Mercedes 1.6T V6  | P     |
| 36 | Antonio Giovinazzi | Alfa Romeo Sauber F1 Team        | Sauber C37                    | Ferrari 1.6T V6   | P     |
| 44 | Lewis Hamilton     | Mercedes AMG Petronas Motorsport | Mercedes AMG F1 W09 EQ Power+ | Mercedes 1.6T V6  | P     |
| 46 | Artiom Markiełow   | Renault Sport Formula One Team   | Renault R.S.18                | Renault 1.6T V6   | P     |
| 47 | Lando Norris       | McLaren F1 Team                  | McLaren MCL33                 | Renault 1.6T V6   | P     |
| 55 | Carlos Sainz Jr.   | Renault Sport Formula One Team   | Renault R.S.18                | Renault 1.6T V6   | P     |
| 77 | Valtteri Bottas    | Mercedes AMG Petronas Motorsport | Mercedes AMG F1 W09 EQ Power+ | Mercedes 1.6T V6  | P     |
| Nr | Kierowca           | Zespół                           | Samochód                      | Silnik            | Opony |

## Wyniki

### Zwycięzcy sesji treningowych
Źródło: Wyprzedź Mnie!
| Sesja | Nr | Kierowca         | Konstruktor | Czas     | Okr. |
| ----- | -- | ---------------- | ----------- | -------- | ---- |
| 1     | 5  | Sebastian Vettel | Ferrari     | 1:34,488 | 19   |
| 2     | 44 | Lewis Hamilton   | Mercedes    | 1:33,385 | 35   |
| 3     | 44 | Lewis Hamilton   | Mercedes    | 1:33,067 | 13   |

### Kwalifikacje
Źródło: Wyprzedź Mnie!
| Poz. | Nr | Kierowca          | Konstruktor | Q1       | Q2         | Q3       | Poz. s. |
| --- | --- | ----------------- | ----------- | -------- | ---------- | -------- | ------- |
| 1 | 77 | Valtteri Bottas   | Mercedes    | 1:32,964 | 1:32,744   | 1:31,387 | 1       |
| 2 | 44 | Lewis Hamilton    | Mercedes    | 1:32,410 | 1:32,595   | 1:31,532 | 2       |
| 3 | 5 | Sebastian Vettel  | Ferrari     | 1:33,476 | 1:33,045   | 1:31,943 | 3       |
| 4 | 7 | Kimi Räikkönen    | Ferrari     | 1:33,341 | 1:33,065   | 1:32,237 | 4       |
| 5 | 20 | Kevin Magnussen   | Haas        | 1:34,078 | 1:33,747   | 1:33,181 | 5       |
| 6 | 31 | Esteban Ocon      | Force India | 1:34,290 | 1:33,596   | 1:33,413 | 6       |
| 7 | 16 | Charles Leclerc   | Sauber      | 1:33,924 | 1:33,488   | 1:33,419 | 7       |
| 8 | 11 | Sergio Pérez      | Force India | 1:34,084 | 1:33,923   | 1:33,563 | 8       |
| 9 | 8 | Romain Grosjean   | Haas        | 1:34,022 | 1:33,517   | 1:33,704 | 9       |
| 10 | 9 | Marcus Ericsson   | Sauber      | 1:34,170 | 1:33,995   | 1:35,196 | 10      |
| 11 | 33 | Max Verstappen    | Red Bull    | 1:33,048 | brak czasu |          | 19      |
| 12 | 3 | Daniel Ricciardo  | Red Bull    | 1:33,247 | brak czasu |          | 18      |
| 13 | 10 | Pierre Gasly      | Toro Rosso  | 1:34,383 | brak czasu |          | 17      |
| 14 | 55 | Carlos Sainz Jr.  | Renault     | 1:34,626 | brak czasu |          | 11      |
| 15 | 27 | Nico Hülkenberg   | Renault     | 1:34,655 | brak czasu |          | 12      |
| 16 | 28 | Brendon Hartley   | Toro Rosso  | 1:35,037 |            |          | 20      |
| 17 | 14 | Fernando Alonso   | McLaren     | 1:35,504 |            |          | 16      |
| 18 | 35 | Siergiej Sirotkin | Williams    | 1:35,612 |            |          | 13      |
| 19 | 2 | Stoffel Vandoorne | McLaren     | 1:35,977 |            |          | 15      |
| 20 | 18 | Lance Stroll      | Williams    | 1:36,437 |            |          | 14      |
| Poz. | Nr | Kierowca          | Konstruktor | Q1       | Q2         | Q3       | Poz. s. |
| \| Legenda \| Legenda \| \| ------------------------ \| ---------------------------------------------------------------------------------------------------------------------------------------------------------------------------------------------------------------------------------------------------------------- \| \| Poz. Nr Q1 Q2 Q3 Poz. s. \| Pozycja zajęta w sesji kwalifikacyjnej Numer startowy kierowcy Wynik uzyskany w pierwszej części kwalifikacji Wynik uzyskany w drugiej części kwalifikacji Wynik uzyskany w trzeciej części kwalifikacji Pozycja startowa po uwzględnięniu kar, przesunięć, itp. \| | |                   |             |          |            |          |         |
| Legenda | |                   |             |          |            |          |         |
| Poz. Nr Q1 Q2 Q3 Poz. s. | Pozycja zajęta w sesji kwalifikacyjnej Numer startowy kierowcy Wynik uzyskany w pierwszej części kwalifikacji Wynik uzyskany w drugiej części kwalifikacji Wynik uzyskany w trzeciej części kwalifikacji Pozycja startowa po uwzględnięniu kar, przesunięć, itp. |                   |             |          |            |          |         |

Uwagi
1. ↑  Max Verstappen został ukarany cofnięciem o 43 pozycje: 35 za przekroczenie limitu użyć części silnika, 5 za nieprzewidzianą zmianę skrzyni biegów oraz 3 za naruszenie zasady żółtej flagi podczas kwalifikacji[5][6].
2. ↑  Daniel Ricciardo został ukarany cofnięciem o 40 pozycji: 35 za przekroczenie limitu użyć części silnika i 5 za nieprzewidzianą zmianę skrzyni[5].
3. ↑  Pierre Gasly został ukarany cofnięciem o 35 pozycji za przekroczenie limitu użyć części silnika[5].
4. ↑  Brendon Hartley został ukarany cofnięciem o 40 pozycji za przekroczenie limitu użyć części silnika[5].
5. ↑  Fernando Alonso został ukarany cofnięciem o 30 pozycji za przekroczenie limitu użyć części silnika[5].
6. ↑  Stoffel Vandoorne został ukarany cofnięciem o 5 pozycji za nieprzewidzianą zmianę skrzyni biegów[7].

### Wyścig
Źródło: Wyprzedź Mnie!
| P                 | + / –     | Nr | Kierowca          | Konstruktor | Okr. | Czas / Strata | Komentarz |
| ----------------- | --------- | -- | ----------------- | ----------- | ---- | ------------- | --------- |
| 1                 | 1         | 44 | Lewis Hamilton    | Mercedes    | 53   | 1h27m25,181   |           |
| 2                 | 1         | 77 | Valtteri Bottas   | Mercedes    | 53   | +0:02,545     |           |
| 3                 | Bez zmian | 5  | Sebastian Vettel  | Ferrari     | 53   | +0:07,487     |           |
| 4                 | Bez zmian | 7  | Kimi Räikkönen    | Ferrari     | 53   | +0:16,543     |           |
| 5                 | 14        | 33 | Max Verstappen    | Red Bull    | 53   | +0:31,026     |           |
| 6                 | 12        | 3  | Daniel Ricciardo  | Red Bull    | 53   | +1:20,451     |           |
| 7                 | Bez zmian | 16 | Charles Leclerc   | Sauber      | 53   | +1:38,390     |           |
| 8                 | 3         | 20 | Kevin Magnussen   | Haas        | 52   | +1 okr.       |           |
| 9                 | 3         | 31 | Esteban Ocon      | Force India | 52   | +1 okr.       |           |
| 10                | 2         | 11 | Sergio Pérez      | Force India | 52   | +1 okr.       |           |
| 11                | 2         | 8  | Romain Grosjean   | Haas        | 52   | +1 okr.       |           |
| 12                | Bez zmian | 27 | Nico Hülkenberg   | Renault     | 52   | +1 okr.       |           |
| 13                | 3         | 9  | Marcus Ericsson   | Sauber      | 52   | +1 okr.       |           |
| 14                | 2         | 14 | Fernando Alonso   | McLaren     | 52   | +1 okr.       |           |
| 15                | 1         | 18 | Lance Stroll      | Williams    | 52   | +1 okr.       |           |
| 16                | 1         | 2  | Stoffel Vandoorne | McLaren     | 51   | +2 okr.       |           |
| 17                | 6         | 55 | Carlos Sainz Jr.  | Renault     | 51   | +2 okr.       |           |
| 18                | 5         | 35 | Siergiej Sirotkin | Williams    | 51   | +2 okr.       |           |
| Niesklasyfikowani |           |    |                   |             |      |               |           |
|                   |           | 10 | Pierre Gasly      | Toro Rosso  | 4    | +49 okr.      | hamulce   |
|                   |           | 28 | Brendon Hartley   | Toro Rosso  | 4    | +49 okr.      | hamulce   |
| P                 | + / –     | Nr | Kierowca          | Konstruktor | Okr. | Czas / Strata | Komentarz |

### Najszybsze okrążenie
Źródło: Wyprzedź Mnie!
| Nr | Kierowca        | Konstruktor | Czas     | Okr. |
| -- | --------------- | ----------- | -------- | ---- |
| 77 | Valtteri Bottas | Mercedes    | 1:35,861 | 50   |

### Prowadzenie w wyścigu
| Nr                              | Kierowca        | Konstruktor | Okrążenia    | Suma |
| ------------------------------- | --------------- | ----------- | ------------ | ---- |
| 77                              | Valtteri Bottas | Mercedes    | 1-11         | 11   |
| 44                              | Lewis Hamilton  | Mercedes    | 12-14, 43-53 | 14   |
| 7                               | Kimi Räikkönen  | Ferrari     | 15-18        | 4    |
| 33                              | Max Verstappen  | Red Bull    | 19-42        | 24   |
| \| Wykres \| \| ------ \| \| \| |                 |             |              |      |
| Źródło: racing-reference.info   |                 |             |              |      |
| Wykres                          |                 |             |              |      |
|                                 |                 |             |              |      |

## Klasyfikacja po wyścigu

### Kierowcy
| P  | +/− | Kierowca          | Starty | Punkty | P1 | P2 | P3 | PP | NO | NS |
| -- | --- | ----------------- | ------ | ------ | -- | -- | -- | -- | -- | -- |
| 1  | 0   | Lewis Hamilton    | 16     | 306    | 8  | 3  | 2  | 7  | 2  | 1  |
| 2  | 0   | Sebastian Vettel  | 16     | 256    | 5  | 2  | 3  | 5  | 1  | 1  |
| 3  | +1  | Valtteri Bottas   | 16     | 189    | –  | 6  | 1  | 2  | 5  | 1  |
| 4  | −1  | Kimi Räikkönen    | 16     | 186    | –  | 3  | 6  | 1  | 1  | 3  |
| 5  | 0   | Max Verstappen    | 16     | 158    | 1  | 2  | 3  | –  | 2  | 3  |
| 6  | 0   | Daniel Ricciardo  | 16     | 134    | 2  | –  | –  | 1  | 4  | 6  |
| 7  | +2  | Kevin Magnussen   | 16     | 53     | –  | –  | –  | –  | 1  | 1  |
| 8  | −1  | Nico Hülkenberg   | 16     | 53     | –  | –  | –  | –  | –  | 4  |
| 9  | −1  | Fernando Alonso   | 16     | 50     | –  | –  | –  | –  | –  | 4  |
| 10 | 0   | Sergio Pérez      | 16     | 47     | –  | –  | 1  | –  | –  | 1  |
| 11 | 0   | Esteban Ocon      | 16     | 47     | –  | –  | –  | –  | –  | 4  |
| 12 | 0   | Carlos Sainz Jr.  | 16     | 38     | –  | –  | –  | –  | –  | 1  |
| 13 | 0   | Pierre Gasly      | 16     | 28     | –  | –  | –  | –  | –  | 4  |
| 14 | 0   | Romain Grosjean   | 16     | 27     | –  | –  | –  | –  | –  | 5  |
| 15 | 0   | Charles Leclerc   | 16     | 21     | –  | –  | –  | –  | –  | 3  |
| 16 | 0   | Stoffel Vandoorne | 16     | 8      | –  | –  | –  | –  | –  | 2  |
| 17 | 0   | Lance Stroll      | 16     | 6      | –  | –  | –  | –  | –  | 2  |
| 18 | 0   | Marcus Ericsson   | 16     | 6      | –  | –  | –  | –  | –  | 2  |
| 19 | 0   | Brendon Hartley   | 16     | 2      | –  | –  | –  | –  | –  | 5  |
| 20 | 0   | Siergiej Sirotkin | 16     | 1      | –  | –  | –  | –  | –  | 3  |
| P  | +/− | Kierowca          | Starty | Punkty | P1 | P2 | P3 | PP | NO | NS |

### Konstruktorzy
| P  | +/− | Konstruktor               | Starty | Punkty   | P1 | P2 | P3 | PP | NO | NS |
| -- | --- | ------------------------- | ------ | -------- | -- | -- | -- | -- | -- | -- |
| 1  | 0   | Mercedes                  | 32     | 495      | 8  | 9  | 3  | 9  | 7  | 2  |
| 2  | 0   | Ferrari                   | 32     | 442      | 5  | 5  | 9  | 6  | 2  | 4  |
| 3  | 0   | Red Bull Racing-TAG Heuer | 32     | 292      | 3  | 2  | 3  | 1  | 6  | 9  |
| 4  | 0   | Renault                   | 32     | 91       | –  | –  | –  | –  | –  | 5  |
| 5  | 0   | Haas-Ferrari              | 32     | 80       | –  | –  | –  | –  | 1  | 6  |
| 6  | 0   | McLaren-Renault           | 32     | 58       | –  | –  | –  | –  | –  | 6  |
| 7  | 0   | Force India-Mercedes      | 32     | 35 (59†) | –  | –  | 1  | –  | –  | 5  |
| 8  | 0   | Scuderia Toro Rosso-Honda | 32     | 30       | –  | –  | –  | –  | –  | 9  |
| 9  | 0   | Sauber-Ferrari            | 32     | 27       | –  | –  | –  | –  | –  | 5  |
| 10 | 0   | Williams-Mercedes         | 32     | 7        | –  | –  | –  | –  | –  | 5  |
| P  | +/− | Konstruktor               | Starty | Punkty   | P1 | P2 | P3 | PP | NO | NS |

† – Przed Grand Prix Belgii ze względu na anulowanie dotychczasowego zgłoszenia i startowanie z nowym, zespół stracił punkty w klasyfikacji konstruktorów.